# 篠藤淳
篠藤淳（しのとう じゅん、1985年4月2日 - ）は、日本の元陸上競技選手。専門は長距離走。兵庫県神戸市出身。兵庫県立飾磨工業高等学校、中央学院大学卒業。山陽特殊製鋼陸上競技部所属のコーチ。第90回、第98回日本陸上競技選手権男子3000mSC優勝者。

## 略歴・人物
日本を代表する3000m障害の選手。中央学院大学では1学年下の木原真佐人とともにエースとして活躍。2006年第90回日本選手権3000mSCでは、同種目5連覇中の岩水嘉孝を抑えて優勝した。2008年第84回箱根駅伝では、復路のエース区間9区で従来の記録を37秒更新する区間新記録を打ちたて、大会MVPにあたる金栗杯を獲得すると共にチームを初めてのベスト3に導いた。復路の選手で金栗杯を獲得したのは、篠藤が初めてのことである。世界遺産姫路城マラソン2019を2時間21分22秒で優勝。2021年9月の全日本実業団対抗陸上競技選手権大会を最後に引退しコーチに転身した。

## 主な戦績
| 年   | 大会             | 区間 | 距離    | 順位                 | 記録          | 備考                             |
| ---- | ---------------- | ---- | ------- | -------------------- | ------------- | -------------------------------- |
| 2005 | 第81回箱根駅伝   | 3区  | 21.5km  | 区間5位              | 1時間04分58秒 |                                  |
| 2006 | 第82回箱根駅伝   | 10区 | 23.1km  | 区間16位             | 1時間14分48秒 |                                  |
| 2006 | 第90回日本選手権 |      | 3000mSC | 優勝                 | 8分33秒44     | 日本人学生歴代6位 日本人歴代10位 |
| 2007 | 全日本大学駅伝   | 2区  | 13.2km  | 区間4位              | 38分04秒      |                                  |
| 2007 | 第83回箱根駅伝   | 3区  | 21.5km  | 区間6位              | 1時間04分10秒 |                                  |
| 2008 | 第84回箱根駅伝   | 9区  | 23.2km  | 区間賞（区間新記録） | 1時間08分01秒 | 金栗杯受賞                       |
| 2008 | 近畿選手権       |      | 3000mSC | 優勝                 | 8分56秒96     |                                  |
| 2009 | 近畿選手権       |      | 3000mSC | 優勝                 | 8分56秒61     |                                  |
| 2010 | 第94回日本選手権 |      | 3000mSC | 2位                  | 8分50秒02     |                                  |
| 2014 | 第98回日本選手権 |      | 3000mSC | 優勝                 | 8分35秒43     |                                  |